# بگار
بگار (به فرانسوی: Bégard) یک کمون در فرانسه است که در Canton of Bégard واقع شده‌است.

## خصوصیات
بگار ۳۶٫۴۱ کیلومترمربع مساحت و ۴٬۵۹۷ نفر جمعیت دارد.